# Hombres y engranajes
Hombres y Engranajes es un libro de ensayos escrito por Ernesto Sabato en el año 1951.

## Argumento
Es el análisis hecho por el autor sobre la crisis que afecta a la cultura moderna buscando lo que provoca el nihilismo existencial en el que ha desembocado la humanidad confundida por el progreso acelerado.